# Farol de Leça
O Farol de Leça, também conhecido como Farol da Boa Nova, é um farol português que fica localizado em Leça da Palmeira, na atual freguesia de Matosinhos e Leça da Palmeira, na cidade e no Município de Matosinhos, no Distrito do Porto.
Tem o formato de torre cónica branca, em cimento armado, com faixas estreita pretas e edifícios anexos, situa-se entre as barras dos rios Ave e Douro, a cerca de dois quilómetros a Norte da foz do rio Leça onde está implantado o Porto de Leixões.
Em edifício anexo existe um pequeno museu, também visitável, com uma exposição de peças e mecanismos ligados à temática dos faróis. No recinto exterior encontra-se ainda a coluna e lanterna do antigo Farolim das Sobreiras.

## História
Entre 1916 e 1926, existiu nas imediações, o Farolim da Boa Nova, torre quadrangular branca com cerca de 12 metros, encimada por uma lanterna verde, com luz branca fixa, a cerca de 380 metros a NW do actual farol, junto à Capela da Boa Nova, tendo estado dez anos em ensaios, findos os quais foi abandonado, passando a servir de camarata aos alunos da Escola de Faroleiros e mais tarde demolido. No local subsiste ainda hoje o muro em alvenaria de pedra que sustentava a base da torre41° 12,204′ N, 8° 42,946′ O.

### Cronologia
- Em 1926, 15 de Dezembro, entrou em funcionamento a título experimental o Farol de Leça, em substituição do farolim da Boa Nova.
- Em 1927, 20 de Fevereiro, foi oficialmente inaugurado.[3]
- Em 1938 foi instalado um rádio farol.
- Em 1948 foram feitas obras de conservação na torre do farol.
- Em 1950 foi substituída a máquina de relojoaria por motores de rotação eléctricos, tendo-se, um pouco mais tarde, equipado o farol com um ascensor para acesso à torre.
- Em 1958 obras de reparação e conservação pelos Serviços de Construção e Conservação.
- Em 1961 obras de reconstrução dos passeios à volta do edifício e do caminho de acesso ao farol, pelos Serviços de Construção e de Conservação.
- Em 1962 obras de reparações, pelos Serviços de Conservação.[5] Encerramento da Escola de Faroleiros que ministrava o curso elementar e complementar de faroleiros, e que funcionou nas suas instalações desde 1926.
- Em 1964 o farol foi ligado à rede eléctrica de distribuição pública e foi-lhe instalada uma lâmpada de 3.000W, que lhe proporcionava um alcance luminoso de 60 milhas náuticas.
- Em 1979 foram iniciadas as automatizações dos farolins do porto de Leixões (Quebra-mar, Molhe Norte e Molhe Sul) e o farolim de Felgueiras à entrada da barra do Douro. Estes farolins, passaram a ser controlados à distância a partir do farol de Leça, por meio de equipamento concebido para o efeito. Foi a primeira rede de farolins telecomandados da costa portuguesa. A potência da fonte luminosa foi reduzida com a instalação de uma lâmpada de 1.000W.
- Em 2001 por já não terem grande interesse para a navegação foram extintos todos os radiofaróis.
- Em 2005 encontrava-se em curso, uma grande obra de remodelação e beneficiação do farol de Leça.[6]

## Características
O farol situa-se a uma altitude de 57 metros acima do nível do mar, e tem uma altura de 46 metros.
A sua luz, de cor branca, alcança aproximadamente 28 milhas náuticas (52 quilômetros) e o seu sistema iluminante é constituído por uma óptica de cristal direccional rotativa com seis lentes. O seu sinal luminoso distingue-o de todos os outros por produzir três lampejos luminosos de 14 em 14 segundos.
Junto do farol já funcionou um sinal sonoro de nevoeiro, consistindo num duplo grupo de máquinas compressoras que faziam soar duas trompas, tudo accionado por um motor de combustão de 30 cavalos. As suas características eram: Som 5s; silencio 25s; período 30s.
Possui 225 degraus: 213 em cimento armado, pertencentes à torre; 12 em ferro fundido que fazem já parte do aparelho iluminante (dados de 1927).

## Informações
- Uso actual: Ajuda activa à navegação
- Acesso: R. Coronel Hélder Ribeiro (Boa Nova)
- Aberto ao público: Sim, todas as quartas-feiras das 14H00 às 17H00[8]. Existe em anexo um espaço museológico, onde se encontra patente uma exposição de peças e mecanismos ligados à temática dos faróis.
- Outras designações: Farol da Boa Nova.
- Nº IPA: PT011308050044